# 岡崎一明
岡崎一明（日语：／ Okazaki Kazuaki，1960年10月8日—2018年7月26日），又名佐伯一明、宮前一明，是一名奧姆真理教教徒、前教團高級幹部（大師）。岡崎一明因參與奧姆真理教男性信徒殺害事件、坂本堤律師滅門慘案而被判死刑。2018年7月26日，岡崎一明在名古屋拘置所與林泰男（又名「小池泰男」）、廣瀨健一、橫山真人、端本悟，以及豐田亨共6人被執行絞刑。

## 經歷
岡崎一明1960年10月8日出生於山口縣美禰市，他是一个早产儿，出生時姓岡崎，是家中的次子。未滿一歲時，生母離家出走拋棄他。大約兩歲時，父親把他送養到佐伯家，他的名字也改為「佐伯一明」。
养父母家里非常贫困，生活在连自来水都没有的地方。養父为创价学会的信徒，只有小学一年级文化程度，基本上完全无法识字，且性格暴躁，常常因为“顶嘴”對年幼的岡崎一明实施家庭暴力，甚至连冈崎一明小时候家里吃寿喜烧，他只是多吃了几片肉，就遭受到养父的暴力对待。
小学二年级时，冈崎一明因为骑朋友车闸失灵的自行车而发生车祸，被一辆10吨重的大卡车撞伤，自己也因此住院两个星期。他从小学四年级开始喜欢器械体操，能翻跟头。小学六年级开始送报纸。养父因工伤而被迫退休，靠领取生活保障。
初三时因为和养父吵架，被养父告知“你不是我亲生的儿子”，因此冈崎一明怀疑人生了一段时间，感觉这个家“连孤儿院都不如”。
岡崎一明畢業於山口縣立小野田工業高等學校。高中畢業後，他曾在多間公司就職。岡崎一明逐漸對他隨時都在為業績發愁的生活感到厭倦。他對於通過數字來判定人的價值這一點感到不滿，並在這個時候開始與奧姆神仙會（奧姆真理教的前身）接觸。
1986年2月9日，冈崎一明在驾驶汽车时，因为超速行驶导致汽车坠入河中，他本人也因为重伤住院长达两个月。
之後，他加入了奧姆真理教教團，並參與了奧姆真理教男性信徒殺害事件和坂本堤律師滅門慘案。1990年，在參與殺害坂本堤律師一家後，他離開了奧姆真理教。1995年，在東京地鐵沙林毒氣事件發生後不久，他向神奈川縣警署投案自首，並供認了全部罪行。警方靠他提供的線索找到了坂本堤律師的遺體。雖然他有自首情節，但法庭並未因此將對他的刑罰改為無期徒刑。岡崎一明初審被法庭判處死刑，2005年，岡崎一明死刑定讞。截至2018年3月，岡崎與其他十二名奧姆真理教相關死刑犯一直都被關押在東京拘置所。2018年3月21日，這些死刑犯被分散到到能執行死刑的東京拘置所等5處設施，其中岡崎一明被送到名古屋拘置所。2018年7月26日，經時任日本法務大臣上川阳子批准，岡崎一明在名古屋拘置所與林泰男（又名「小池泰男」）、廣瀨健一、橫山真人、端本悟，以及豐田亨共6人被執行絞刑，終年57歲。